# Pandora (játékkonzol)
A Pandora az OpenPandora egyesülés által tervezett kézi játékkonzol, amelynek célja, hogy nyílt forrású szoftver- és hardver-platformot nyújtson a „házi készítésű” program- és játékfejlesztés számára. Az OpenPandora egyesülést a GP32 és GP2X konzolok korábbi forgalmazói és az ezek köré formálódott közösség tagjai hozták létre.
A Pandora tervezőinek 2009-es bejelentése szerint ez a konzol sokkal jobb képességekkel rendelkezik, mint bármelyik más, akkor létező kézi videójáték-konzol.
Több olyan elemet is tartalmaz, amelyek addig nem fordultak elő kézi konzolokban, ezért inkább a kézi játékkonzol és subnotebook közötti átmenetnek tekinthető. Az OpenPandora az első 4000 darabra 2008. szeptember 30-tól kezdve vett fel előrendeléseket, de gyártási problémák miatt csak 2010. május 21-én kezdte meg a kiszállítást.

## Történet
A Pandora konzol fejlesztése akkor kezdődött, amikor Craig Rothwell, Fatih Kilic, Michael Mrożek és (később) Michael Weston összeállt és a tervezett egy hordozható rendszert, amely kiemelkedően teljesít azokon a területeken, amelyeken szerintük a GP32 és GP2X rendszerek elmaradtak. A cél egy nyílt forrású csúcsteljesítményű kézi eszköz létrehozása volt. A tervezéshez sok ötlettel és javaslattal hozzájárultak a GP32X fórum tagjai is. A végleges külső és a billentyűzet terve DaveC-től, egy egyéni hardvermódosításairól ismert fórumtagtól származik.
A tervezők eredetileg úgy képzelték, hogy a konzol már 2007-ben elkészül, de nem tudták tartani a határidőket, így a megjelenésre vonatkozó dátumok többször módosultak.
2008 szeptemberében kezdték fölvenni az előrendeléseket az első 3000 darabra.
Március közepére legyártották a dobozokat és Angliába szállították azokat az összeszereléshez.
Végül 2010. május 21-én kezdték kiszállítani a kész gépeket.
2010 második felében újra lehetőség nyílt az előrendelésre; ebből a sorozatból 2011 elejére ígérték a gépek szállítását, azonban január 27-én megszüntették ezt a lehetőséget és felváltották egy másik rendszerrel, amelyben a vásárlók a megrendelt készülékeket 7 napon belül megkapják, valamivel magasabb áron. A jelenlegi (2011. február 8.) ár 500 amerikai dollár (2008-ban még 330 USD volt).

## Technikai jellemzők
Rendszer:
- Texas Instruments OMAP3530 SoC (system-on-chip), rajta ARM Cortex-A8, 600 MHz[17][18]

Memória:
- 512 MB NAND flash memória[17]
- 256 MB DDR-333 SDRAM[17]

Processzorok:
- ARM Cortex-A8 szuperskalár mikroprocesszor mag[17]
- PowerVR SGX 530 (110 MHz), OpenGL ES 2.0 szabványt támogató GPU, a 3D-s grafika gyorsítására[17]

Audio/videorendszer:
- IVA2+ audio- és videoprocesszor (TMS320C64x+ DSP Core, 430 MHz chipen, Texas Instruments DaVinci technológia.[17] Minden OMAP3 SoC tartalmaz IVA2 "Image, Video, Audio" gyorsítót.)

Kommunikáció:
- integrált Wi-Fi 802.11b/g[17]
- integrált Bluetooth 2.0 + EDR (3Mbit/s, Class 2, +4dBm)[17]

Képernyő:
- 800×480 rezisztív érintőképernyős LCD, 4.3" WVGA, 16.7 millió szín (fényerő 300 cd/m², kontraszt 450:1)[17]

Irányítás, bevitel:
- 2 analóg irányítógomb; ⌀15mm, konkáv, mozgás: 2.5 mm a középponttól[17][19][20]
- teljes gamepad vezérlő (D-pad, akciógombok, oldalgombok)[17]
- 43 gombos QWERTY és numerikus billentyűzet[17]

Memóriabővítés:
- 2 SDHC memóriakártya aljzat (max. 32GB kapacitású memóriakártya és SDIO támogatás)[17]

Egyéb I/O, csatlakozási lehetőségek:
- fülhallgató-kimenet: 150 mW/channel, 16 ohm, 99 dB SNR[17]
- TV kimenet (kompozit és S-Video)[17]
- beépített mikrofon, külső mikrofon csatlakoztatása lehetséges headseten keresztül[17]
- USB 2.0 OTG port (480Mb/s) – ezen keresztül tölthető is a Pandora[17]
- USB 2.0 host port (480Mb/s), amely 500 mA áramot biztosít a csatlakoztatott eszközöknek[17]
- kívülről elérhető UART hardveres nyomkövetés és hibakeresés céljaira[17]
- téglásodást megakadályozó elektronika beépített bootloaderrel a programok biztonságos teszteléséhez[17]

Egyéb jellemzők:
- Linux kernel (2.6.x) támogatás[17]
- 4200 mAh tölthető lítium-polimer akkumulátor[21][22]
- átlagos működési idő: 8.5–10+ óra játékoknál, 10+ óra videó és általános alkalmazásoknál, elméletileg 100+ óra játékidő zenelejátszásnál (kikapcsolt háttérvilágítás és maximális teljesítményvezérlés mellett)[23][24]
- méretek: 140×83×27 mm (314 ml) (5.51×3.27×1.06 in)[17]
- tömeg: 320 g[25] (0.739 lbs)

## Hasonló termékek
Egyéb egylapos számítógépek is OMAP3500 sorozatú processzorok köré épülnek. Ezek pl. az Oregon State University diákjai által oktatási célokra fejlesztett OSWALD, Beagle Board, IGEPv2, Touch Book, és a Gumstix Overo sorozat.

## Fordítás
- Ez a szócikk részben vagy egészben  a   Pandora (console) című angol Wikipédia-szócikk fordításán alapul.  Az eredeti cikk szerkesztőit annak laptörténete sorolja fel. Ez a jelzés csupán a megfogalmazás eredetét és a szerzői jogokat jelzi, nem szolgál a cikkben szereplő információk forrásmegjelöléseként.